# Francesco Cacucci
Francesco Cacucci (Bari, 26 aprile 1943) è un arcivescovo cattolico italiano, dal 29 ottobre 2020 arcivescovo emerito di Bari-Bitonto.

## Biografia
Nasce a Bari, città capoluogo di provincia e sede arcivescovile, il 26 aprile 1943.

### Formazione e ministero sacerdotale
Compiuti gli studi ginnasiali nel seminario minore arcidiocesano di Bari, quelli liceali e filosofici nel Pontificio Seminario Regionale Pugliese "Pio XI" di Molfetta, segue il corso teologico presso la Facoltà "San Luigi" di Posillipo, ottenendovi la licenza.
Il 29 giugno 1966 è ordinato presbitero dall'arcivescovo Enrico Nicodemo; inizia il suo ministero presso l'allora arcidiocesi di Bari e Canosa.
Dopo l'ordinazione sacerdotale consegue la laurea in sacra teologia presso la Pontificia Università Gregoriana e quella in scienze politiche presso l'Università degli Studi di Bari.
In diocesi ricopre gli uffici di viceparroco, vice-rettore del Seminario minore e parroco della parrocchia del "Buon Pastore" a Bari. Insegna, inoltre, religione presso il liceo scientifico "A. Scacchi" di Bari, Teologia dogmatica presso l'Istituto superiore di teologia per laici e presso la Facoltà di teologia ecumenica a Bari. È incaricato della formazione permanente del clero, membro del consiglio presbiterale e del collegio dei Consultori, assistente diocesano dell'Azione Cattolica.

### Ministero episcopale
Il 16 aprile 1987 papa Giovanni Paolo II lo nomina vescovo ausiliare di Bari-Bitonto e vescovo titolare di Castel Mediano. Il 13 giugno successivo riceve l'ordinazione episcopale, nella cattedrale di San Sabino a Bari, dall'arcivescovo Andrea Mariano Magrassi, co-consacranti l'arcivescovo Michele Mincuzzi ed il vescovo Domenico Padovano.
L'8 aprile 1993 lo stesso pontefice lo nomina arcivescovo di Otranto; succede a Vincenzo Franco, dimessosi per raggiunti limiti di età.
Il 3 luglio 1999 è nominato arcivescovo metropolita di Bari-Bitonto; succede ad Andrea Mariano Magrassi, dimessosi per motivi di salute. L'8 settembre seguente prende possesso dell'arcidiocesi. Il 29 giugno 2000 riceve il pallio dal papa, in piazza San Pietro.
Il 29 gennaio 2008 succede all'arcivescovo Cosmo Francesco Ruppi alla presidenza della Conferenza episcopale pugliese.
Nel 2018, al compimento del 75º anno di età, presenta la rinuncia al governo pastorale della sede di Bari-Bitonto ma papa Francesco lo conferma per altri due anni alla guida dell'arcidiocesi.
Il 29 ottobre 2020 lo stesso papa accoglie la sua rinuncia e nomina suo successore Giuseppe Satriano, fino a quel momento arcivescovo di Rossano-Cariati. Rimane amministratore apostolico dell'arcidiocesi fino all'ingresso del successore, avvenuto il 25 gennaio 2021.
L'11 febbraio 2022 papa Francesco lo nomina amministratore apostolico di Cerignola-Ascoli Satriano, dopo il trasferimento del vescovo Luigi Renna all'arcidiocesi di Catania, con effetto dal 19 febbraio successivo. Ricopre tale ufficio fino al 29 giugno, giorno dell'ingresso del nuovo vescovo Fabio Ciollaro.

## Genealogia episcopale e successione apostolica
La genealogia episcopale è:
- Cardinale Scipione Rebiba
- Cardinale Giulio Antonio Santori
- Cardinale Girolamo Bernerio, O.P.
- Arcivescovo Galeazzo Sanvitale
- Cardinale Ludovico Ludovisi
- Cardinale Luigi Caetani
- Cardinale Ulderico Carpegna
- Cardinale Paluzzo Paluzzi Altieri degli Albertoni
- Papa Benedetto XIII
- Papa Benedetto XIV
- Cardinale Enrico Enriquez
- Arcivescovo Manuel Quintano Bonifaz
- Cardinale Buenaventura Córdoba Espinosa de la Cerda
- Cardinale Giuseppe Maria Doria Pamphilj
- Papa Pio VIII
- Papa Pio IX
- Cardinale Alessandro Franchi
- Cardinale Giovanni Simeoni
- Cardinale Antonio Agliardi
- Cardinale Basilio Pompilj
- Cardinale Adeodato Piazza, O.C.D.
- Cardinale Sebastiano Baggio
- Arcivescovo Andrea Mariano Magrassi, O.S.B.
- Arcivescovo Francesco Cacucci

La successione apostolica è:
- Vescovo Luigi Martella (2001)
- Vescovo Vito Angiuli (2010)
- Vescovo Francesco Savino (2015)
- Arcivescovo Luigi Renna (2016)